# Гарш
Гарш (на френски: Garches; [ɡaʁʃ ]) е град в северна Франция, част от департамента О дьо Сен на регион Ил дьо Франс. Населението му е около 18 000 души (2019).
Разположен е на 98 метра надморска височина в Парижкия басейн, на 5 километра североизточно от Версай и на 11 километра западно от центъра на Париж. Селището се споменава за първи път през 1170 година, а след свързването му с железопътна линия през 1884 година се развива като жилищно предградие на Париж.

## Известни личности
Починали в Гарш
- Ги Беар (1930 – 2015), музикант
- Сидни Беше (1897 – 1959), американски саксофонист
- Гийом Депардийо (1971 – 2008), актьор
- Андре Дерен (1880 – 1954), художник
- Симон Рено (1911 – 2004), актриса